# Manuel Gómez Imaz
Manuel Gómez Imaz (La Habana, 3 de junio de 1844 - Sevilla, 1922), periodista y bibliógrafo español.

## Biografía
Su familia vino a establecerse en Cádiz en 1845; allí y en Jerez de la Frontera hizo estudios primarios para después licenciarse en derecho en Sevilla; en esta ciudad residió habitualmente y formó parte de la brillante y muy erudita tertulia de Juan Pérez de Guzmán y Boza, II Duque de T'serclaes, y su hermano gemelo, el marqués de Jerez de los Caballeros. Presidió la Real Academia de Bellas Artes y Buenas Letras de Sevilla y fue miembro de la Real Academia Española. Se especializó en la Guerra de la Independencia de España e hizo además grandes aportaciones a la historia del periodismo español con trabajos bibliográficos como Los periódicos durante la Guerra de la Independencia (1808-1814) (1910). Casó con Victoria Vázquez Rodríguez, de la que tuvo dos hijas, María Victoria y a María Candelaria Gómez-Imaz y Vázquez. La primera casó en 1870 con José de Mora-Figueroa y Ferrer, VII marqués de Tamarón.
Gómez-Imaz logró reunir una de las mejores y más importantes colecciones privadas sobre la Guerra de la Independencia. En mayo de 1977 la Biblioteca Nacional de España adquirió la parte más significativa de este archivo, formada por un valioso conjunto documental y bibliográfico de manuscritos, libros, folletos, revistas, planos, papeles, documentos varios, etc. y por un gran número y gran variedad de objetos artísticos y cotidianos: cuadros, grabados, miniaturas, porcelana, monedas, medallas, armas, etc.

## Obras
- Los periódicos durante la Guerra de la Independencia (1808-1814) Madrid, Tipografía de la Revista de Arch., Bibl. y Museos, 1910.
- Sevilla en 1808: servicios patrióticos de la Suprema Junta en 1808 y relaciones hasta ahora inéditas de los regimientos creados por ella escritas por sus coroneles, Sevilla: Imprenta de F. de P. Díaz, 1908.
- Un héroe gaditano, Sevilla, 1896.
- Inventario de los cuadros sustraídos por el gobierno intruso en Sevilla el año de 1810. Sevilla, E. Rasco, 1896. 2.ª ed.  Sevilla, M. Carmona, 1917; 3.ª Sevilla: Centro de Estudios Andaulces, [2009].
- Algunas noticias referentes al fallecimiento del Príncipe D. Juan y al sepulcro de Fr. Diego Deza, su ayo. Sevilla, E. Rasco, 1890.
- Documentos autógrafos é inéditos del General D. Francisco Xavier Venegas, primer marqués de la Reunión de Nueva España, Sevilla, E. Rasco, 1888.
- Apuntes biográficos del capitán de artillería D. Luis Daóiz: leídos en la sesión pública que para solemnizar la inauguración de la estatua á este héroe celebró, de acuerdo con el Excmo. Ayuntamiento, la Real Academia Sevillana de Buenas Letras el 2 de mayo de 1889. Sevilla: E. Rasco, 1889.
- El Príncipe de la Paz, la Santa Caridad de Sevilla y los cuadros de Murillo. [Madrid: s.n., 1899]
- Décimas al fallecimiento del Príncipe Don Juan por el comendador Román (Siglo xv), Sevilla: [s.n.], 1890.
- Un manuscrito inédito (1808-1816): procedente del Archivo del Monasterio de Santa Maria de las Cuevas de Sevilla. Sevilla: Tip. "La Exposición", 1917.
- Dos cartas autógrafas é inéditas de Blanco White y El enfermo de aprehensión comedia de Molière..., Sevilla: E. Rasco, 1891.
- Cartas a Manuel Monti, Francisco Asenjo Barbieri etc... manuscritos inéditos.
- Los garrochistas en Bailén, 19 de julio de 1808, Sevilla, Impr. de Francisco de P. Diaz, 1908.
- Artículos: fruslerías históricas sevillanas (1.ª serie) Sevilla: Imp. de F. Díaz, 1912.
- Artículos. Fruslerías de antaño: (2.ª serie), Sevilla, [s.n.], 1918.
- Artículos: fruslerías históricas sevillanas, Sevilla: F. Díaz, 1912-1918.
- Festejos y comilonas de antaño.. Sevilla: Monsalves, 1899-1900.
- Festejos y comilonas de antaño. I. Sevilla, 1899.
- Festejos y comilonas de antaño: Fiestas de cañas de la Real Maestranza de Sevilla en 1796, Sevilla: E. Rasco, 1900.
- Curiosidades bibliográficas y documentos inéditos. Sevilla: Sociedad del Archivo Hispalense, 1892.
- et al., Sevilla en el centenario de la Independencia, Sevilla Juan Pérez Gironés [1908].
- D. Miguel Mañara. Algunos datos referentes al insigne fundador de la Santa Caridad de Sevilla..., Sevilla: Rasco, 1902.
- [Relación breve y compendiosa de la Invasión de los franceses en España el año de 1809, y después el año 1810 en todo este reino de Andalucia, según es notorio por todos los papeles públicos]: procedente del Archivo del Monasterio de Santa María de las Cuevas de Sevilla, Sevilla, [s. n.], 1917.
- Alianza con Francia Sevilla: E. Rasco, 1901.
- Casos particulares ocurrido en Sanlúcar de Barrameda en el año de 1808, Madrid: Revista de Archivos, 1912.